# 2004年5月

## 5月28日
- 中国全国人大常委会委员长吴邦国抵达索非亚，开始对保加利亚进行正式友好访问。（页面存档备份，存于）

## 5月25日
- 雅虎公司全球正式推出雅虎通6.0。（页面存档备份，存于）
- 陕西法门寺佛指舍利及20件国家一级文物赴香港展出。（页面存档备份，存于）
- 加勒比海地区伊斯帕尼拉岛上的多米尼加和海地两周来遭暴风雨袭击，洪水至少导致240人丧生 （页面存档备份，存于）

## 5月24日
- 印国大党盟友对内阁组成不满，数名部长拒绝上任（页面存档备份，存于）
- 中国齐齐哈尔市发生日军遗留化学武器——芥子气中毒事件，约有8至9名中毒者被送往当地医院接受治疗。（页面存档备份，存于）

## 5月23日
- 中国大陆血吸虫卷土重来，钉螺分布面积达2.22万公顷，受威胁人口约6500万人，累计血吸虫病人1200多万例，患者81万例[]
- 霍斯特·克勒当选为战后德国第九届联邦总统（页面存档备份，存于）
- 巴西总统路易斯·伊纳西奥·卢拉·达·席尔瓦22日开始对中国进行6天访问（页面存档备份，存于）

## 5月22日
- 曼莫汉·辛格正式宣誓就职任第十四届印度总理
- 日本首相小泉纯一郎访问朝鲜
- “震荡波”病毒殃及手机（页面存档备份，存于）
- 英联邦在穆沙拉夫发动的军事政变5年后重新接纳巴基斯坦
- 法国当地时间下午6点，第57届戛纳电影节闭幕式在电影宫卢米埃尔大厅举行

## 5月21日
- 媒体称韩国汉城的汉语名要更改为“首尔”或“首午尔”（页面存档备份，存于）

## 5月20日
- 越南总理潘文凯抵北京开始对中国进行为期５天的访问
- 中華民國總統举行“就職典禮”，陳水扁總統声称2000年强调的两岸关系原则与承诺不变（页面存档备份，存于）

## 5月19日
- 曼莫汉·辛格担任印度新政府总理（页面存档备份，存于）
- 国际原油价格再度攀高，每桶41.50美元，仅低于17日创下的41.55美元历史新高（页面存档备份，存于）

## 5月18日
- 索妮亚·甘地辞去国大党领导职位，放弃当印度总理 （页面存档备份，存于）提出由前财长曼莫汉·辛格（Manmohan Singh）担任总理职务（页面存档备份，存于）
- 国际奥林匹克委员会宣布了进入2012年夏季奥林匹克运动会第二轮申办阶段的5个城市：伦敦、马德里、莫斯科、纽约和巴黎。

## 5月17日
- 国际奥委会表示，变性人将可以参加奥运会（页面存档备份，存于）
- 胡锦涛与来华访问的哈萨克斯坦总统纳扎尔巴耶夫举行会谈。（页面存档备份，存于）
- 美国“机遇”号火星车发现火星上曾有水的新证据（页面存档备份，存于）
- 中国大陆政府发表针对台湾的5.17声明。
- 《斯德哥爾摩公約》生效。

## 5月16日
- 哈萨克斯坦总统努尔苏丹·纳扎尔巴耶夫访问中国（页面存档备份，存于）
- 中国队夺得汤姆斯杯羽毛球赛冠军。（页面存档备份，存于）
- 英超球隊阿仙奴以全季不敗紀錄奪得2003-2004年度英超冠軍，並成為世上首支能夠在全賽季內保持不敗的球隊。
- 台灣的《中時晚報》刊出〈維基網路百科，大家一起寫〉[1]，是台灣主流媒體首次報導維基百科。

## 5月15日
- 计算机病毒：中华人民共和国国家信息中心开通数据恢复热线应对“震荡波病毒”（页面存档备份，存于）
- 欧阳自远：中国探月计划已完成仪器和程序设计 （页面存档备份，存于）

## 5月14日
- 中国大陆因交通事故导致死亡列世界第一，上年全世界因此死亡达50万人，中国大陆为10.4万人，印度、美国和俄罗斯紧随其后，分别为8.6万人、4万人和2.6万人。（页面存档备份，存于）
- 乌鲁木齐出现沙尘暴天气（页面存档备份，存于）
- 丹麦王储腓烈特与玛丽·唐纳森在哥本哈根举行婚礼。

## 5月13日
- 马达加斯加总统马克·拉瓦卢马纳纳访问中国 （页面存档备份，存于）
- 印度国会大选结束，印度人民党失败，国大党获胜。（页面存档备份，存于），国大党将支持该党主席索尼娅·甘地任总理（页面存档备份，存于）
- 伊斯兰网站播放将美国人尼克·贝尔格斩首的录像来报复虐俘。（页面存档备份，存于）

## 5月12日
- 联合国专家组抵达伊拉克，参与筹备2005年1月的伊拉克大选 （页面存档备份，存于）
- 菲律宾大选期间菲国119人死于暴力，另有207人受伤（页面存档备份，存于）
- 2004年E3大展在洛杉矶开幕。
- 在伊拉克的美国商人尼克·贝尔格遭伊斯兰极端武装分子斩首，斩首的画面还在电视和互联网上播出。

## 5月11日
- 温家宝抵达都柏林，开始对爱尔兰为期两天的访问（页面存档备份，存于）
- 巴勒斯坦将提出建国新计划，沙龙反对驱逐阿拉法特 （页面存档备份，存于）
- 美国宣布对叙利亚实施经济制裁 （页面存档备份，存于）

## 5月10日
- 温家宝与英国首相布莱尔会谈（页面存档备份，存于）
- 韓國在非軍事區發現高句麗時期大型古墓。

## 5月9日
- 温家宝抵达伦敦 开始对英国为期三天的访问（页面存档备份，存于）
- 中国“杂交水稻之父”袁隆平院士等１０位世界顶尖科学家、艺术家获以色列“犹太人诺贝尔奖”之称的沃尔夫奖
- 俄罗斯联邦车臣共和国总统艾哈迈德·卡德罗夫在出席纪念第二次世界大战结束的一个活动中被预先放置的地雷炸死。

## 5月6日
- 中国国务院总理温家宝抵达罗马，开始对意大利进行为期３天的正式访问（页面存档备份，存于）
- 广受欢迎的美国NBC情景戏剧（Friends）最后一集播出，广告价格创下了每30秒200万美元的记录。

## 5月5日
- 中国总理温家宝会见比利时国王阿尔贝二世 （页面存档备份，存于）

## 5月3日
- 温家宝与德国总理格哈特·施罗德（Gerhard Schroeder）举行会谈（页面存档备份，存于）

## 5月1日
- 欧盟历史上最大规模的一次扩大完成，10个新成员国加入欧盟。
- 中国将有42部法律、法规、规章、司法解释开始实施
  - 道路交通安全法开始正式实施